# シングル・トップ100 (オランダ)
シングル・トップ100 (Single Top 100) はオランダのシングル・チャート。これは物理媒体のシングル売上とダウンロード販売の売上に基づいて、メハカフツが集計する。これはネーダラントス・トップ40、メハ・トップ50と共に、3つある公式シングルチャートのうちの一つだが、シングル・トップ100だけは放送データが加味されない。シングル・トップ100は専ら音楽事業者とチャート好きの人々向けに作られたチャートである。シングル・トップ100は2006年12月まではオランダのテレビ番組でよく紹介されていた。

## 沿革
シングル・トップ100の前身は1969年5月23日に "Hilversum 3 Top 30" として始まった。当初は VPRO で、1970年12月からは NOS で放送されている。パーソナリティは Willem van Kooten だった。1971年には Felix Meurders がパーソナリティとなり、番組名を "Daverende Dertig" に変えた。1974年6月に "Nationale Hitparade" が Hilversum 3 の公式チャートとなった。1978年6月にエントリーは上位30位から50位まで拡大された。1985年に TROS が放送を引き継いだ。ポピュラー音楽チャートを扱ったテレビ番組 Toppop は、このチャートを 1974年-1978年および1981年-1986年の間使った。1987年にはエントリーが上位100位まで拡大された。1993年2月には名称が "Mega Top 50" に、1997年には "Mega Top 100" に変わった。ここで言う "Mega Top 50" は現在 3FM が放送している同名のチャートとは別物である。
現在に至るまで、チャートは名称とエントリー枠を何度か変えてきた。
- 1969年 - 1974年 : Hilversum 3 Top 30（1971年4月2日からは Daverende 30）
- 1974年 - 1993年 : Nationale Hitparade
  - 1974年 - 1978年 : 上位30位
  - 1978年 - 1987年 : 上位50位
  - 1987年 - 1989年 : Nationale Hitparade Top 100
  - 1989年 - 1993年 : Nationale Top 100
- 1993年 - 1997年 : Mega Top 50
- 1997年 - 2004年 : Mega Top 100
- 2004年 - : Single Top 100

シングル・トップ100およびその前身となるチャートは、いったん圏外に落ちた曲の再エントリーについて何ら制限を設けていない。再エントリーは頻繁に起こっている。

## 年間チャート
シングル・トップ100およびその前身となるチャートの年間チャートは、1970年-1978年の間はポイント加算式で決められた。1978年以降はレコード売上をもとに集計されている。